# Amarok (álbum)
Amarok es un disco compuesto por Mike Oldfield, donde Mike toca casi todos los instrumentos. Es su disco número 13 y está considerado por sus fanes, junto con Ommadawn, como uno de sus mejores discos, a pesar de ser uno de los menos reconocidos por el gran público. Se compone de una única pista instrumental de 60 minutos, sin interrupciones, donde la música cambia constantemente. También hay que destacar que el origen de todos sus sonidos proviene de instrumentos reales, puesto que Oldfield no consideraba los sintetizadores como instrumentos.

## Contexto
Virgin Records había estado intentando convencer a Oldfield para que realizara una segunda parte de Tubular Bells, pues pensaban que el título les haría aumentar las ventas. El contrato de Oldfield estaba a punto de expirar y, en lugar de crear Tubular Bells II, Oldfield hizo un disco excelente para sus fanes y que fastidió a Virgin.
Es prácticamente imposible extraer un sencillo de Amarok para la radio sin que quede fuera de lugar. Además, Amarok nunca ha sido interpretado en directo completamente, en lugar de esto, Oldfield iba tocando extractos de vez en cuando.
Mike había expresado su descontento con la promoción que le daba Virgin a sus discos, y Amarok fue su venganza: es un disco muy poco comercial donde, además, Mike demuestra su talento como compositor e instrumentista.

## Significado del título
Se ha discutido bastante sobre el origen de la palabra Amarok. Oldfield declaró que la había elegido por su sonido y que carece de significado, pero hay distintas teorías:
- Amaroq es una palabra esquimal que significa lobo. Es más, en un momento dado del tema (rondando el minuto 40), se puede escuchar, solo por uno de los canales, y muy flojo, un lobo aullando.
- Amárach significa mañana en irlandés.
- Las palabras Amarok y Amadán (que dio origen a Ommadawn) comienzan con el mismo sonido, ama. Para muchos, esto es una clara evidencia de que Amarok es la segunda parte de Ommadawn.
- Mike ha comentado alguna vez que puede significar I am a rock (soy una roca, en relación con su actitud desafiante ante Virgin y su dueño, Richard Branson.)

Sin embargo, en su autobiografía Changeling, Mike Oldfield admite que el término «Amarok» significa «Mañana» en idioma gaélico.

## Reconocimientos
"Amarok" llegó al puesto 49 en la lista de álbumes en el Reino Unido en 1990.

## Temas
1. "Amarok" (Mike Oldfield) - 60:02

## Personal
- Mike Oldfield: Guitarras eléctricas, guitarras acústicas, bajo eléctrico, bajo acústico, cítara, bouzouki, mandolina, ukelele,   piano Steinway, banjo, órgano Farfisa, órgano Lowrey, zapatos, aspiradora, glockenspiel, marimba, bodhran, gaitas, baterías de arcilla, triángulo, pandereta, caja Wonga, árbol de campana, palillos, platillos de dedos, perro de juguete, melódica, sillas, salterío, spinet, arpa judía, silbatos, cuchara, uñas, flautas de pan, vasos de agua, afinador de guitarra, violín, balón y palo de punch, puerta, golpeteo de cara, auto Ferrari, cepillo de dientes, órgano Vox, radio falsa, contenidos de cajas de aeromodelismo, vidrio, martillo y balde, fuegos artificiales falsos, rototom, cabasa, bongos, dientes, caja orquestal, timbales, sintetizadores, kalimba, tubos metálicos largos, delgados y colgantes y producción.

- Clodagh Simonds: Voces.
- Bridget St. John: Voces.
- Janet Brown: Imitación de Margaret Thatcher.
- Paddy Moloney: Gaitas.
- "Jabula": Percusión africana.
- Tom Newman: Productor e ingeniero de grabación.
- Richard Barrie: Asistente técnico.
- Jeremy Parker: Asistente personal.